# Claire Cooper
Claire Elizabeth Cooper (Halifax (West Yorkshire), 26 oktober 1980) is een Britse actrice.

## Biografie
Cooper was kampioen in gymnastiek in de leeftijdscategorie van 10 jaar, toen zij op de basisschool zat. Het acteren leerde zij aan de toneelschool Guildford School of Acting in Guildford.
Cooper begon in 1999 met acteren in de televisieserie Red Dwarf, waarna zij nog meerdere rollen speelde in televisieseries. Zij is vooral bekend van haar rol als Jacqui McQueen in de Britse soapserie Hollyoaks waar zij in 523 afleveringen speelde (2007-2013). Voor deze rol won zij in 2013 de British Soap Awards in de categorie Beste Actrice.

## Filmografie

### Televisieseries
Uitgezonderd eenmalige gastrollen.
- 2022 The Peripheral - als Dominika Zubov - 3 afl.
- 2019 Knightfall - als zuster Anne - 6 afl.
- 2017 Still Star-Crossed - als Tessa Montague - 3 afl.
- 2017 Snatch - als miss Teri Dwyer - 7 afl.
- 2016 Six Wives with Lucy Worsley - als Anne Boleyn - 2 afl.
- 2015 A.D. The Bible Continues - als Herodias - 6 afl.
- 2014 Suspects - als Carol Collins - 2 afl.
- 2014 From There to Here - als Matilda - 2 afl.
- 2007-2013 Hollyoaks - als Jacqui McQueen - 523 afl.
- 2009 Hollyoaks Later - als Jacqui McQueen - 5 afl.
- 2004 Waking the Dead - als Audrey Clayton - 2 afl.